# Doża Antonio Grimani przed alegorią Wiary
Doża Antonio Grimani przed alegorią Wiary – obraz renesansowego włoskiego malarza Tycjana.
Jeden z nieukończonych przez mistrza obrazów, który został rozpoczęty w 1555 roku. Został ukończony wiele lat po śmierci mistrza, po 1576 roku przez siostrzeńca Tycjana Marco Vecellio. Jest jednym z wielu dzieł wotywnych znajdujących się w Pałacu Dożów w Sali delle Quattro Porte. Według tradycji i prawa każdy rządzący doża musiał zlecić wykonanie swojego wizerunku w czasie swojego panowania. Obraz jest pod tym względem wyjątkowy ponieważ został zamówiony przez Radę Dziesięciu trzydzieści lat po śmierci doży, którego panowanie było zbyt krótkie by mieć czas na spełnienie obowiązku.
Doża Antonio Grimani na obrazie klęczy przed alegorią wiary oraz pośrednio alegorią Wenecji. Po lewej stronie stoi Święty Marek, patron miasta, a u dołu widoczna jest panorama Wenecji.